# Рубеліт

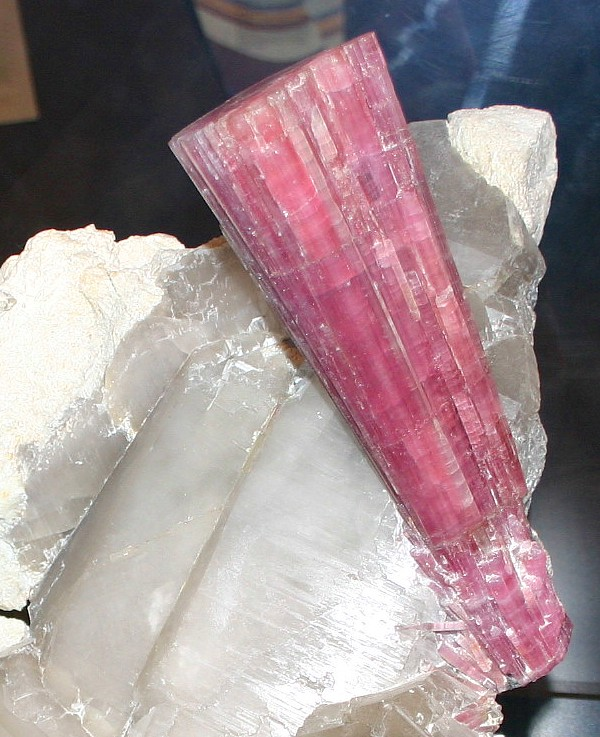
Великий рожевий кристал ельбаїту на кварці, Сан-Дієго, Каліфорнія, США.

Рубеліт (рос. рубеллит; англ. rubellite; нім. Rubellit m) — мінерал класу силікатів, різновид турмаліну. 
Цей камінь також називають апатитом, апіритом, рубелітом або рубілітом.

## Історія та етимологія
Рубеліт названий за латинським словом rubellus, що означає «червонуватий». Рубеліт вперше названий і описаний ірландцем Річардом Кірваном (Richard Kirwan, 1733—1812) в його фундаментальній роботі Elements of Mineralogy (1794) .
Кристали рубеліту були відомі в Європі ще за римських часів, коли зразки імпортували зі Сходу. Однак ці зразки рубеліту плутали з іншими червоними дорогоцінними каменями, такими як гранати та шпінелі.

## Загальний опис
Хімічна формула: Na(Li, Al)3Al6[(OH)4|(BO3)Si6O18].
Дитригонально-пірамідальний вид. Форми виділення: стовпчасті або голчасті кристали, радіально-променисті і списоподібні агрегати, рідше зливні маси.
Густина 3,0-3,2.
Твердість 7-7,5.
Колір червоний, темно-червоний або рожевий. Блиск скляний.
Зустрічається разом з верделітом, ахроїтом, індиголітом, кварцом.
Дорогоцінний камінь ІІ класу. Найцінніші зразки мають насичено-червоний колір і не мають коричневих відтінків. Найціннішими є ті, що мають рубіновий колір.
Знахідки: Моравія (Чехія), острів Ельба (Італія), Урал (РФ), штат Массачусетс, Мен, Каліфорнія (США), Алту-Лілонья (Мозамбік), От'їмбінґве (Намібія).
Синоніми — апірит, даурит, турмалін червоний.

## Цікаво
Найвідомішим рубелітом, червоним турмаліном, є «Великий Рубін», що за короля Густава III було подаровано Швецією в у 1786 році Катерині II. Під час її правління був відкритий Уральський турмалін, а разом з ним — «Сибірський рубін», рубеліт.